# ريتشارد هيكوكس
ريتشارد هيكوكس (بالإنجليزية: Richard Hickox)‏ هو مخرج جوقة بريطاني، ولد في 5 مارس 1948 في ستكنتشورتش في المملكة المتحدة، وتوفي في 23 نوفمبر 2008 في سوانزي في المملكة المتحدة بسبب نوبة قلبية.

## وصلات خارجية
- ريتشارد هيكوكس على موقع IMDb (الإنجليزية)
- ريتشارد هيكوكس على موقع ميوزك برينز (الإنجليزية)
- ريتشارد هيكوكس على موقع أول ميوزيك (الإنجليزية)
- ريتشارد هيكوكس على موقع ديسكوغز (الإنجليزية)